# 臺灣話

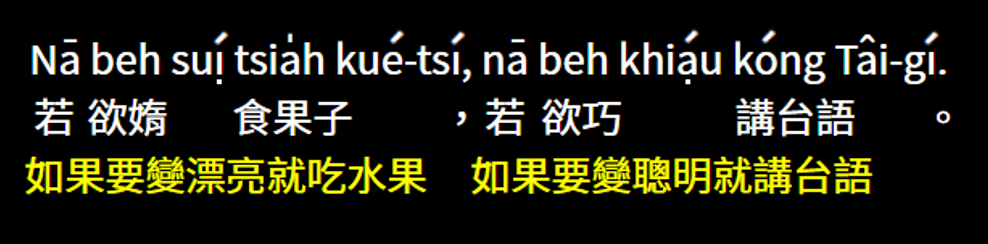
台語座右銘（字幕內白色為台文，黃色為國語）

臺灣話，又稱為臺灣台語或臺灣閩南語（Tâi-uân Bân-lâm-gí），通稱臺語（ /  / Tâi-gír），是通行於臺灣及澎湖群島的語言，也是閩南裔臺灣人的母語，現列為中華民國（臺灣）國家語言之一。其為漢語閩南語泉漳片的在地化變體，与發源地福建南部的泉漳片相比，主要特點是有日語借詞，平埔語底層詞，且整體而言聲調相當統一，與福建之同安話聲調相近，而口音上的「偏泉」、「偏漳」主要是表現在個別韻母。
臺灣話起源於荷治時期由荷蘭當局召募至台灣開墾的福建移民，以及伴隨着1661年明代末期鄭成功率領泉漳鄉親軍隊自同安縣之金門渡海出兵征服大員而傳播至台灣，且自此始接連被明鄭與清治台灣政府視為教育語言。自17世紀中葉起，特别是在渡臺禁令解除後，由於大量的閩南及粵東地區的移民入居臺灣，使得其中來自於福建泉州府和漳州府的閩南民系移民的母語，伴隨著居住領域的擴張而擴散至臺灣各地，形成今日所知的臺灣話，並成為臺灣全境的通用語之一。其後之日治時代，則以同安話或廈門話為標準音，官方並授權或主編出版了許多與日語對譯之作品。
日治後期臺灣總督府更頒布《臺日大辭典》以臺灣話對譯日語，並建立日語假名拼讀系統。 儘管在日治及戰後時期，官方先後推行日語與中華民國國語（華語），臺灣話在現今的臺灣依然普遍可聞。根據2009年《臺灣年鑑》，臺灣民眾約有73%能夠說臺灣話。戰後初期，小學是可以使用臺灣話來教授漢文的，不過在歷經國民黨政府的國語政策後，華語成為臺灣教育體制中絕對性的教學語言，並且由於書寫上存有多種標準，導致臺灣話面臨傳承危機。

## 名稱
「臺語」一詞於1849年臺灣府儒學訓導劉家謀的著作已使用。「臺灣話」一詞則在直隸總督李鴻章於1874年的信函中可以見到。臺灣總督府所實施的全臺灣戶籍調查中，以該語言為母語的閩南族群占當時臺灣人口的8成，使得該語言成為台灣大多數平原地區的自然共通語，因此被命名「臺灣語」（日语：〔〕／ Taiwan go */?），涉及該語言的著作則以此名稱出版。
「閩南語」一詞最早出現於自語言學家盧戇章於1921年編寫的《閩南語注音字母》。中華民國政府推行國語政策後，於1967年將當時一般人所習稱之「臺語」、「臺灣話」字樣，更改為「閩南語」、「閩南話」。而解嚴之後，到了2021年文化部長李永得表示將把臺灣閩南語的名稱改為「臺灣台語」，並於2022年建議各機關應優先使用「臺灣原住民族語、臺灣客語、臺灣台語、馬祖語、臺灣手語」為臺灣固有族群語言的官方書面名稱。
其他名稱尚有「學佬話」、「鶴佬話」、「河佬話」、「河洛話」、「和樂話」、「福佬話」、「福建語」、「咱人話」及「福爾摩沙漢語」等。

## 歷史

### 明清時期

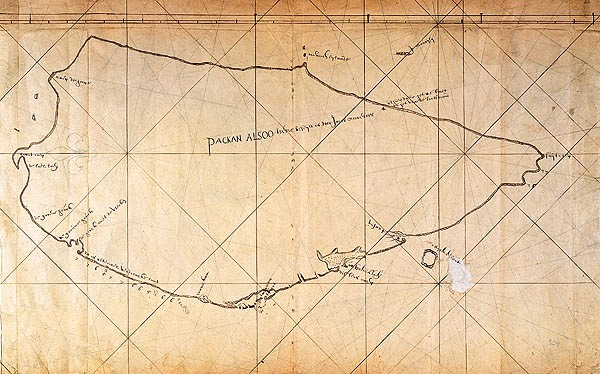
荷治時期（1625年）臺灣地圖

明朝末年，戰亂頻頻，陸續有閩南、粵東籍移民渡海抵臺。最初進行集體移民與農業開墾者，首推渡日海商顏思齊與鄭芝龍。顏思齊於1622年，率領部下佔據笨港（今雲林縣北港鎮），進而開拓諸羅山（今嘉義市）。顏氏死後，鄭芝龍繼承頭領地位，遂橫行於臺灣海峽。1628年，接受明朝招安。崇禎年間，福建地區連年饑荒，鄭芝龍建議福建巡撫熊文燦，招民數萬人並給予「三金一牛」（一人白銀三兩、三人耕牛一頭），吸引至臺灣開墾。 雖然不少人在經濟改善後即返回家鄉，但亦有一部分佔據平原土地、落地生根，並將閩南語一併傳播至臺灣。
1624年及1626年，荷蘭、西班牙先後佔領大員（今臺南市安平區）及雞籠（今基隆市）。在荷蘭人統治臺灣的40年中，曾召募更多泉、漳甚至客籍漢人開墾臺灣。在長期與平埔原住民雜處與荷蘭人的統治下，隨移民來臺的閩南語亦開始出現別於原鄉的變化。
明末鄭成功抗清失敗後，1661年率大軍攻佔臺灣、驅除荷人。鄭家出身泉州，明鄭之文教制度的定立者陳永華參軍，是同安人，而其所帶來的軍民大多數是泉州人。因此，此時在臺灣的閩南語以泉州音為優勢。
1683年，施琅攻臺，明鄭覆亡，清廷正式統治臺灣。在清廷統治臺灣的212年間，閩人來臺人數激增，其中又以泉漳最多，閩南語亦隨移民傳播至臺灣各地。雖然不停地發生械鬥，但日後由於交通發達、泉漳居民混居，使得泉漳兩腔開始混合。除了宜蘭（漳州腔）、鹿港與臺西（泉州腔）等少數地區保存較純正的口音以外，臺灣各地多通用一種「不漳不泉」，或「亦漳亦泉」的新閩南語。洪惟仁等語言學家稱為泉漳濫，即泉漳混合之意。
值得一提的是，1842年廈門港成為五口通商口岸之一，逐漸成為閩南地區對外的門戶。廈門港自古隸屬於泉州同安縣，位於同安縣之西南端，而同安縣位於泉州府最西邊靠近漳州府，廈門話因其廈門港經濟地位而取代泉州話成為閩南語代表腔。

### 近代

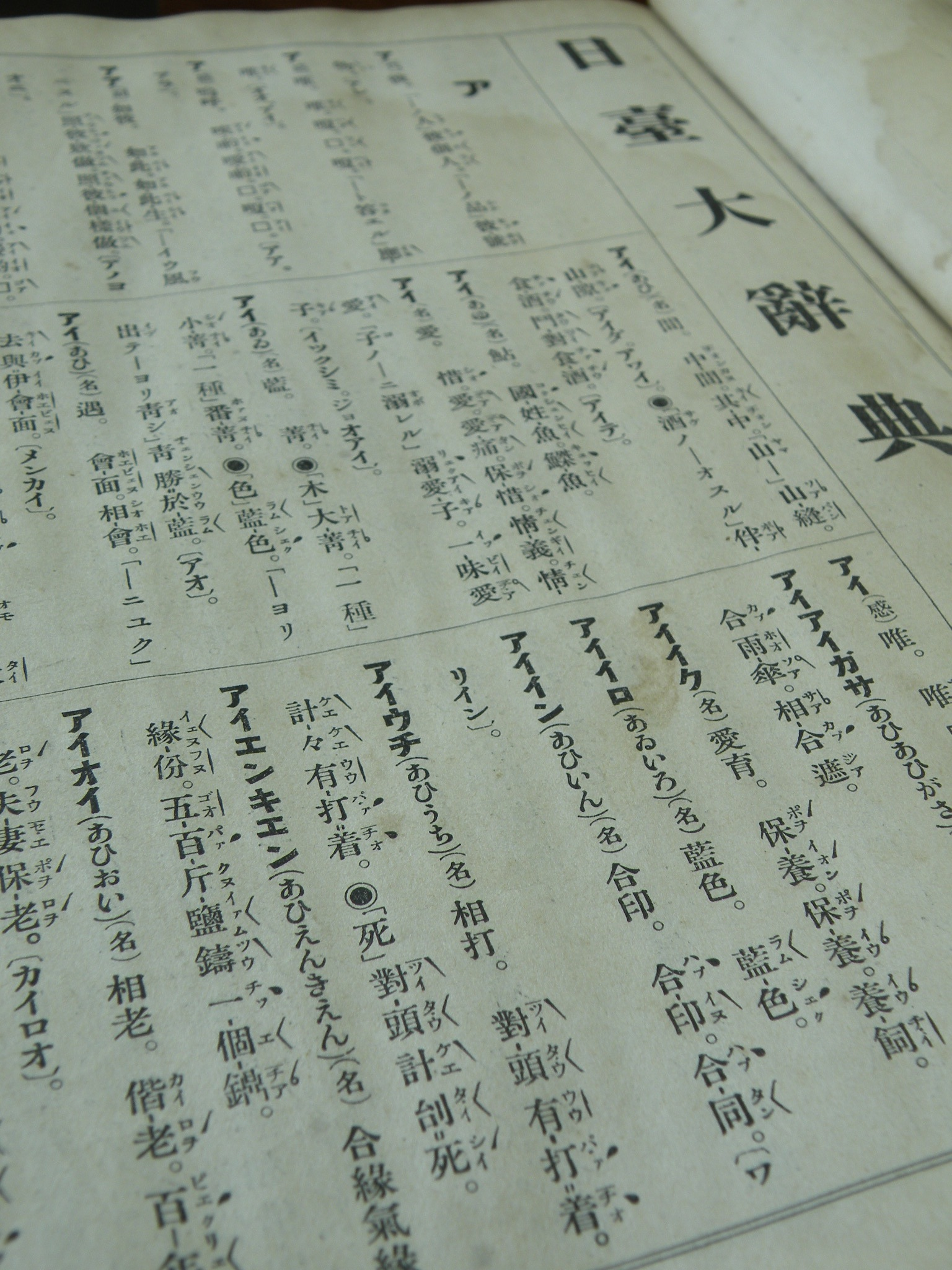
樹林頭公學校校長杉房之助編著的《日臺大辭典》，於1904年出版

甲午戰爭後，1895年戰敗的清政府將臺灣割讓予日本。在日治時期，教育方面推行日語為國語的政策，日語在政治上佔盡優勢，亦成為族際公用語之一。然而，臺灣話、客家話、阿美語及泰雅語亦自日語大量吸收新詞彙，例如廁所稱「便所」（piān-sóo）、面積單位「坪」（pênn）等，甚至直接借用日語音如煤气稱為「瓦斯（Gas）」、摩托車（Autobike）稱為「歐都邁」等，使得與原鄉語言略有區別。
日治末期皇民化運動推行國語家庭政策，使得都市地區台灣人習操日語。直到1945年日本戰敗方言一度復興，但臺灣話及客家話已受到衝擊，使得文讀系統衰落，成為純粹的生活語言。此後，一般人已難以臺灣話讀出詩詞或古文，反之香港人至今仍能以粵語朗讀。
1945年，中華民國國民政府接管臺灣後，因其在中國大陸的國共內戰戰敗，帶著大批軍隊與難民撤退至臺灣，使得臺灣人口由600萬遽增至800萬，為臺灣有史以來規模最大的一次移民活動。其後中華民國政府以國語運動積極推行中華民國國語（為現代標準漢語，屬官話），廣泛使用於媒體及公共場所，並在校園裡禁止其它非官話語言（包含原住民語言），藉以同化年輕人，遂使臺灣話漸漸式微。

### 現況

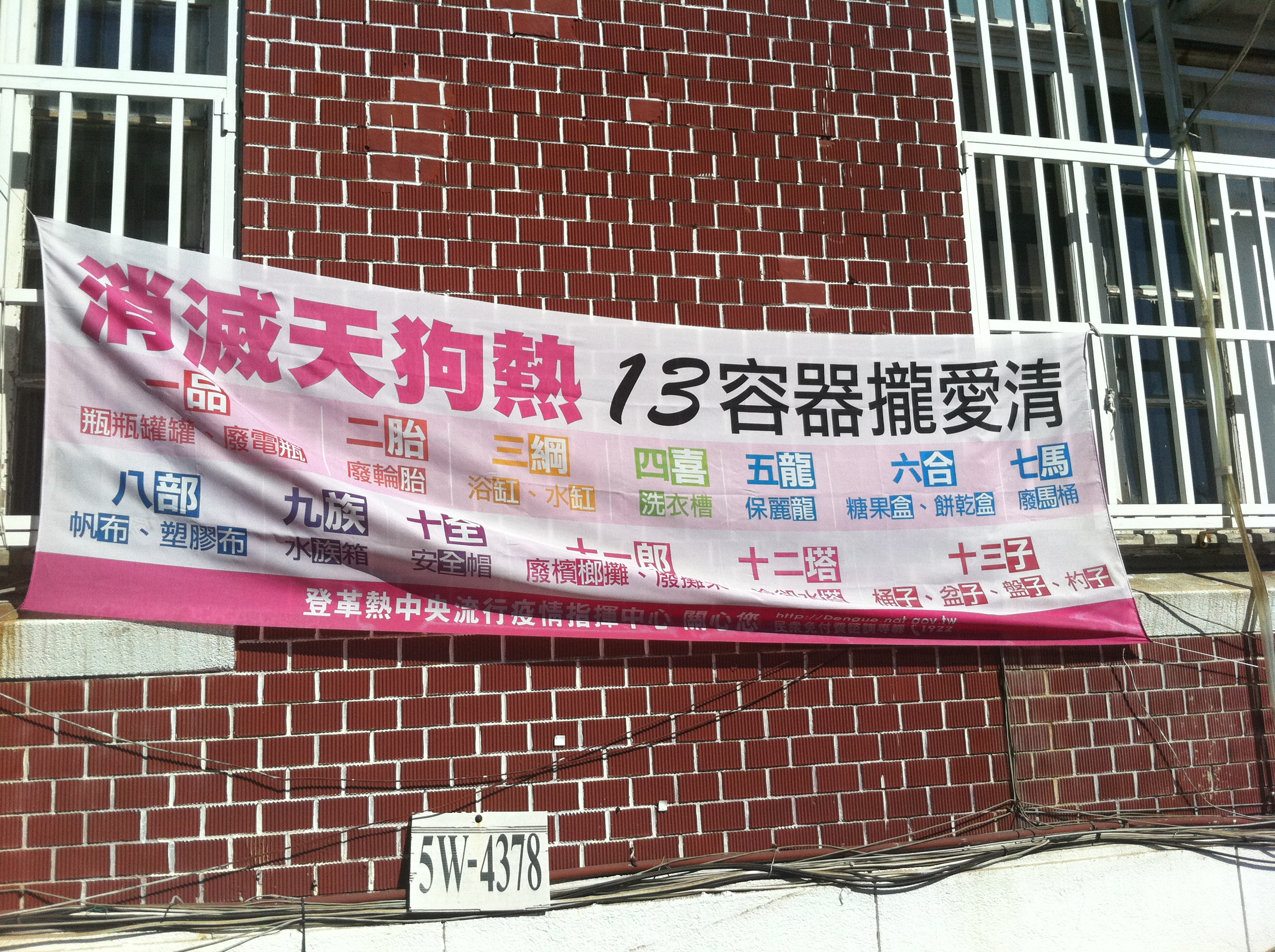
臺灣話仍常見於政府施政的標語中，圖為防治天狗熱的宣傳布條

依據學者預測，因近年來國語（官話）完全普及且佔優勢，加上經歷臺灣話斷層的老一輩不常用它來與晚輩交談，且在學校並未學得適當工具來表達，若無加強教育傳承，該語言恐在21世紀末到22世紀初（甚至更早）便會消逝。教育部自2010年起開辦臺灣閩南語能力認證，累積超過4萬6千多人報名，每年超過1萬人報考。在2017年，20~30歲之間台語族群後代的年輕人在經過16年的母語教育，因與國語上課時數嚴重不對等、未能用臺灣話教課全面落實在各科達成生活化目標，致使會流利講的學生依然未增加。發音不對、詞不達意的字仍時不時出現。台北市長柯文哲亦表示，他的兒女也慢慢不講臺灣話，臺灣話作為母語，傳承出現困難。在文化部擬定國家語言發展法草案時，其所召開的公聽會中即有人呼籲成立使用全臺灣話教育的公共性質台語電視台及台語發展委員會，希望佔比高的臺灣話人口能用自己的稅收，也花在挽救自己後代的母語上，使政府資源在語言呈現上過去長期不成比例的現象能正常化。
2018年，教育部《本土語言資訊網》指出，1986年-1994年出生的台灣人說臺灣話的比例已降到22.3%。台北醫學大學兼任講師張嘉讌表示，大學生不擅長臺灣話已不侷限於台灣北部地區，連中部以南，包括雲林、嘉義、台南和高雄的年輕一代的程度也很差。依照聯合國LVA的標準，世代傳承明顯較接近第三級的「明確危險」。
主計總處於2020年的統計資料顯示，全台主要溝通語言為臺灣話者佔31.7%，作為次要語言則佔54.3%。各年齡層方面，65歲以上有 65.9% 人口將臺灣話作為主要語言，但隨年齡漸降，使用比例也漸降，其中6至14歲的族群僅7.4%將臺灣話作為主要使用語言。
一些國家的台灣裔家庭有能力講台語，如在美國長大的知名女主持人Janet能說台語和英語，回台之後主持旅遊節目和兒童節目，她認為母語教育很重要。以及AI教父輝達創辦人黃仁勳，2023年不僅在台大畢業致詞中用記憶裡的台語開場講了一段才用英語，隔年面對記者以英語提問時，以台語問其它人：「伊袂曉講臺灣話乎」，期盼女記者能使用台語，因此讓記者搶著答說：「會曉，會曉，我會曉講」，並詢問黃仁勛：「汝想欲食啥」，他笑著回答：「攏總欲食」。

## 與廈門話的關係

### 形成差異
在所有的閩南語語系當中，臺灣話與廈門話在腔調上最為接近，這兩種方言在方言形成的角度來說有以下四種特徵：
1. 臺灣各大城市的居民是從泉州府、漳州府搬遷到臺灣早期開發地再搬遷至大城市的，而各大城市漳泉籍居民融合，口音也趨向混合；語言學家杜嘉德在清末《廈英大辭典》序言與附錄指出廈門語（閩南語）本土內部有4種固有真正方言：漳州話、晉州話（泉州話）、同安話、廈門話， 而在台灣則上述各種方言混在一起，[47][48]   並在附錄 II「聲調差異」 把閩南語聲調分為三種：漳州腔、泉州腔、同安腔，並說同安與廈門之間腔調大同小異；[8]  且廈門自古屬同安縣，廈門話並不能簡單的用「不漳不泉的漳泉濫」來理解， 它應該是在同安話的基礎上進一步和其他閩南次方言融合所形成的。[49]
2. 1662年明末清初鄭成功自原屬泉州府同安縣之金門出師征服台灣以後，同安人陳永華參軍就已在台南府城奠定台灣以後230多年以台南為中心的以閩南語為教育語言的文教體制, 其後泉漳移民大舉移居臺灣，因此臺南方言作為台灣主流通行語時間相對早；且語言學家吳守禮認為臺南市的方言是福建省同安方言的色彩較濃，[50] 更有「台南同安腔」之稱；[51] 而杜嘉德則在《廈英大辭典》附錄 III 指出廈門話是在清末南京條約後因通商港口地位後才忽然被高度重視，在此之前廈門話並不被注意。[52]
3. 1895年因甲午戰爭而使台澎被割讓日本後，以台北為中心的日治時期的臺灣曾長期將同安話/廈門話發音奉為標準音而編纂辭書。[53] 1916年台灣教育家劉克明甄選在地理和語言上都位於閩南地區之正中且在台灣最為通用的同安話為標準音、由台灣總督府總務長官下村宏作序、經語言學家小川尚義校閱而編撰出版《國語對譯臺語大成》；[9] 1932年小川尚義再以廈門音（同安話之變體）為標準音、以台灣總督府官方名義編撰出版《臺日大辭典》，再加上與此同時期台灣已有臺灣放送協會等現代大眾廣播，對全台灣腔調更趨向 同安/廈門腔調起推進作用。
4. 原屬泉州府同安縣的廈門和泉州其他縣份以及漳州之間的來往未有長久間斷過，而臺灣跟閩南地區往來在國共兩黨對立時期曾有間斷數十年。臺灣由於交通、高等教育制度、電視、廣播事業發達，工業、商業、義務役兵役、就業、就學所帶來人口的流動量和交流量遠超過閩南地區，以致於臺灣話相對於閩南地區內部差異較小，互相通話較無阻礙。而廈門話雖被稱為「閩南話之代表」，但使用範圍只限於廈門市和它的近郊，不論是人口或地域，文藝或媒體，都不如臺灣話。

### 音調差異
厦门话中，柳聲母[l]接近于濁齒齦塞音[d]（鼻化韵母时作齒齦鼻音[n]）和濁雙唇塞音[b]（鼻化韵母时作雙唇鼻音[m]）的对应。

### 詞彙差異
臺灣話與廈門話在語音及語法上大同小異，而有差異主要是在個別有規律對應韻母和個別詞彙，特別是日語借詞, 表現在以下幾點：
1. 因受本身所處地理而產生的特有詞彙，如：臺灣話的大甲藺、在來米、九孔、花枝。
2. 對於同一個事物或概念的用詞有異，如：「黑板」在臺灣話是「烏枋（oo-pang）」，廈門話是「烏牌（o·-pâi）」。
3. 由於兩地的北京語不同而帶來的差異，如：臺灣話的「電腦」，在廈門話裏也可以稱為「計算機」。
4. 臺灣話因歷史而特有的外語借詞，如﹕甲（土地面積單位，荷蘭語）、水道水（自來水，日語）。

### 標準語問題
自廈門港1842年后成為通商口岸以後，廈門話因其港口經濟地位而逐漸成為閩南語的代表方言，取代了早期泉州話與漳州話的地位。而臺灣在日治時期直到1940、50年代，也確實有把廈門話視為臺灣話的標準語並加以倣效的傾向，但這種觀念由於後來兩岸分治，現在已經消失。當今臺灣民間語言及媒體語言、字典詞典及教科書的編輯，所使用的都是臺灣實際通行腔，而非廈門話。

## 方言差

### 主要三大腔調

語言學家洪惟仁分類的三大腔分布圖
偏泉腔
偏漳腔
混合腔

臺灣的漢人移民多來自明清的泉州府（44.8%）和漳州府（35.2%），由原鄉帶來的語音，便隨移民傳播至全臺。而後交通逐漸發達，人口流動容易，致使臺灣話趨向泉州口音、漳州口音混合，形成「漳泉濫」（洪惟仁，1987年）。由於各地漳泉裔移民多寡不同，混合程度亦不相同，因此有的地方略偏泉，有的地方略偏漳。但各地腔調還是存在些微差異，主要可分為「偏泉腔」、「偏漳腔」、「混合腔」。
| 泉腔                                          |
| --------------------------------------------- |
| 彰化鹿港（近似泉州話府城腔）                  |
| 澎湖、雲林臺西、大甲至布袋海線（海口腔）      |
| 臺北盆地、新竹（近似泉州同安話）              |
| 嘉義—高雄周邊、臺東（近似廈門話）             |
| 臺中盆地、彰化—雲林內陸地區、北桃園（內埔腔） |
| 宜蘭（近似漳州漳浦話）                        |
| 漳腔                                          |

#### 偏泉腔
泉州话口音又因為原鄉所在縣份不同，又細分三邑腔（40.3%）、同安腔（32.5%）、安溪腔（25.9%）等三種主要口音。偏泉腔流行於沿海地區與平原地區，也被稱為「海口腔」。中華民國教育部《臺灣台語常用詞辭典》主要收錄鹿港（偏三邑）、三峽（偏安溪）、臺北（偏同安）、新竹（偏三邑）、金門（偏同安）、馬公（偏同安）六大地區之偏泉腔。

#### 偏漳腔
偏漳腔流行於近山地帶，故被稱為「內埔腔」。中華民國教育部《臺灣台語常用詞辭典》主要收錄臺中、宜蘭兩大地區的偏漳腔。

#### 優勢腔
臺灣話的地方差異，其實就是漳泉濫比例的不同而已，是一條光譜上的不同位置，以鹿港口音為偏泉腔的極端，宜蘭口音為偏漳腔的極端。而最年輕的高雄口音與臺東口音是二度移民的結果，最接近「臺灣優勢腔」（通行腔 / 普通腔）。以全臺而言，一般來說辭彙和韻母泉州話和漳州話都兼具，調值則偏向同安腔。 中華民國教育部出版的《臺灣閩南語常用詞辭典》選定最接近通行腔的「高雄混和腔」做為主音讀，另一個同樣具優勢地位的「臺北偏泉腔」則為第二優勢腔。

### 各地腔調
語言學家洪惟仁將臺灣話的腔調分為三大腔，並在其下細分。雖然臺灣分為三大腔，但彼此間的差異並不像泉州話、漳州話間那麼大，因此這三種腔彼此間溝通上困難度不高。而各大腔中的小腔調間，更只是詞彙或是少部分發音差異，彼此溝通無大礙。
| 三大腔調 | 細部腔調           | 細部腔調           | 細部腔調           | 分布地區 |
| -------- | ------------------ | ------------------ | ------------------ | --- |
| 混合腔   | 高屏混合腔         | 高屏混合腔         | 高屏混合腔         | 高雄市大部分地區（不含美濃區）、屏東縣大部分地區（包括牡丹鄉旭海村） |
| 混合腔   | 臺南混合腔         | N/A                | N/A                | 嘉義縣（朴子市南部、義竹鄉、鹿草鄉西大半部、太保市中南部）、臺南市大部分地區、高雄市（湖內區東半部、路竹區不含西部、阿蓮區） |
| 混合腔   | 臺南混合腔         | 學甲漳東腔         | 學甲漳東腔         | 臺南市（學甲區） |
| 混合腔   | 臺南混合腔         | 關廟混合腔         | 關廟普通腔         | 臺南市［仁德區不含西南部凸出大部分、歸仁區、關廟區不含南部（布袋里、龜洞里）］ |
| 混合腔   | 臺南混合腔         | 關廟混合腔         | 茄萣關廟腔         | 臺南市（仁德區大甲里）、高雄市［茄萣區、湖內區西大半部、路竹區西部（頂寮里、竹滬里）、永安區（永安里、永華里）］ |
| 混合腔   | 西北海岸混合腔     | 西北海岸混合腔     | 西北海岸混合腔     | 苗栗縣（竹南鎮、頭份市蘆竹里、後龍鎮不含西南部、西湖鄉北部、通霄鎮不含北部、苑裡鎮不含東北部） |
| 混合腔   | 縱谷混合腔         | 縱谷混合腔         | 縱谷混合腔         | 花東縱谷地區不含北段［壽豐鄉西南部、鳳林鎮、光復鄉西部、瑞穗鄉西大半部（不含富民村）、玉里鎮、富里鄉］、臺東縣（池上鄉、關山鎮北部） |
| 混合腔   | 臺東混合腔         | 臺東混合腔         | 臺東混合腔         | 臺東縣［關山鎮西南部、鹿野鄉（不含瑞和村）、東河鄉尚德村、卑南鄉大部分地區、臺東市、太麻里鄉（不含金崙村、多良村）］ |
| 混合腔   | 其他               | 其他               | 其他               | 新北市（烏來區孝義里） |
| 偏漳腔   | 臺北東海岸老漳海腔 | 臺北東海岸老漳海腔 | 臺北東海岸老漳海腔 | 基隆北海岸地區（不含基隆市的七堵區、暖暖區、新北市的瑞芳區西南半葉）、新北市（三芝區東北半部）、臺北市（北投區東大半部、士林區不含西南部、內湖區不含東部邊界地帶） |
| 偏漳腔   | 宜蘭漳海腔         | 宜蘭漳海腔         | 宜蘭漳海腔         | 宜蘭縣（包括大同鄉復興村） |
| 偏漳腔   | 桃園漳腔           | 桃園漳腔           | 桃園漳腔           | 新北市（鶯歌區西北半部）、桃園市［觀音區東半部、中壢區北半部、復興區三民里、北桃園地區（不含蘆竹區東北半葉、龜山區東大半部、大溪區東北部）］ |
| 偏漳腔   | 大臺中漳腔         | N/A                | N/A                | 臺中市［新社區（崑山里、永源里）、龍井區南部、大肚區大部分地區、大甲溪以南與大肚山以東大部分地區（不含神岡區除豐洲里以外的各里）］、彰化縣［彰化市中部地帶、芬園鄉東部（下茄荖庄）、埔心鄉、彰四立委選區（不含田尾鄉的溪頂村、正義村）］、南投縣大部分地區（包括仁愛鄉南豐村、信義鄉西北部，不含國姓鄉除國姓村、石門村以外的各村） |
| 偏漳腔   | 大臺中漳腔         | 永靖新粵漳山腔     | 永靖新粵漳山腔     | 彰化縣［大村鄉（大崙村、新興村）、埔心鄉東部、員林市（三義里、惠來里）、永靖鄉、田尾鄉（海豐村、陸豐村）］ |
| 偏漳腔   | 雲嘉南漳腔         | 雲嘉南漳腔         | 雲嘉南漳腔         | 彰化縣［大城鄉東南部（山腳村、潭墘村）、竹塘鄉、埤頭鄉南部、溪州鄉西部］、雲林縣（虎尾鎮東半部、元長鄉東南部邊界地帶、口湖鄉南半部、水林鄉西南大半部、山線立委選區大部分地區（不含崙背鄉西大半部）、嘉義縣大部分地區（包括阿里山鄉豐山村、中正村、十字村、香林村、中山村、樂野村部分地區）、嘉義市、南投縣［信義鄉西南部（神木村、同富村）］、臺南市［後壁區（不含竹圍後）、白河區、新營區北部、東山區（不含吉貝耍）、柳營區（五軍營、小腳腿、山子腳等地）］ |
| 偏漳腔   | 澎湖漳腔           | 澎湖漳腔           | 澎湖漳腔           | 澎湖縣［白沙鄉（不含中屯島、後寮村）］ |
| 偏漳腔   | 花蓮新漳腔         | 花蓮新漳腔         | 花蓮新漳腔         | 花蓮縣（新城鄉、花蓮市、吉安鄉、壽豐鄉北部） |
| 偏漳腔   | 其他               | 其他               | 其他               | 新北市［板橋區（不含番子園、沙崙、溪洲、江子翠等地）、土城區不含西南部、中和區、新店區西北部（安坑地區）］、新竹縣（新豐鄉鳳坑村部分地區）］ |
| 偏泉腔   | 臺北泉腔           | N/A                | N/A                | 雙北兩市大部分地區（不含上述兩大腔調出現過的雙北兩市地區）、基隆市（七堵區、暖暖區）、桃園市（蘆竹區東北半葉、龜山區東大半部、大溪區東北部） |
| 偏泉腔   | 臺北泉腔           | 臺北新同安腔       | 臺北新同安腔       | 新北市（五股區不含西南部、蘆洲區、三重區）、臺北市（士林區西南部、大同區、中山區） |
| 偏泉腔   | 新竹西北海岸泉腔   | 新竹西北海岸泉腔   | 新竹西北海岸泉腔   | 桃園市（新屋區蚵殼港）、新竹縣［新豐鄉（後湖、紅毛港、鳳坑村大部分地區）、竹北市西大半部］、新竹市、苗栗縣［後龍鎮西南部（過港地區）、通霄鎮北部（白沙屯地區）］ |
| 偏泉腔   | 臺中泉腔           | 臺中泉腔           | 臺中泉腔           | 臺中市｛海線地區［不含大肚區東北部（山陽里、井仔頭）以外地區、龍井區南部］、后里區、神岡區（不含豐洲里）｝ |
| 偏泉腔   | 彰化泉腔           | N/A                | N/A                | 彰化縣［彰化市不含中部地帶、花壇鄉、芬園鄉不含東部、彰三立委選區大部分地區（不含埤頭鄉南部、大城鄉東南部、竹塘鄉、溪州鄉西部）、田尾鄉（溪頂村、正義村）］ |
| 偏泉腔   | 彰化泉腔           | 鹿港福興老泉中腔   | 鹿港福興老泉中腔   | 彰化縣（鹿港鎮與福興鄉兩地西部濱海各村） |
| 偏泉腔   | 雲嘉南泉腔         | 雲嘉南泉腔         | 雲嘉南泉腔         | 雲林縣［崙背鄉西大半部、海線立委選區大部分地區（不含虎尾鎮東半部、元長鄉東南部邊界地帶、口湖鄉南半部、水林鄉西南大半部）］、嘉義縣［東石鄉（西北部地區、網寮村）、六腳鄉（東大半部）、新港鄉（南港村）、朴子市東北部（雙溪里、溪口里）、太保市西北部（田尾里、舊埤里、新埤里等地）、布袋鎮西南半部］、臺南市（北門區） |
| 偏泉腔   | 高雄泉腔           | 旗津大林蒲偏泉腔   | 旗津大林蒲偏泉腔   | 高雄市［旗津區、小港區（紅毛港、大林蒲）］ |
| 偏泉腔   | 高雄泉腔           | 林園小琉球偏泉腔   | 林園小琉球偏泉腔   | 高雄市［小港區（不含紅毛港、大林蒲）、林園區］、屏東縣（琉球鄉） |
| 偏泉腔   | 澎湖泉腔           | 澎湖泉腔           | 澎湖泉腔           | 澎湖縣［馬公市、湖西鄉、白沙鄉（中屯島）、西嶼鄉、望安鄉、七美鄉］ |
| 偏泉腔   | 臺東泉腔           | 臺東泉腔           | 臺東泉腔           | 臺東縣（綠島鄉） |
| 偏泉腔   | 其他               | 其他               | 其他               | 南投縣［埔里鎮（合成里）］、臺南市（安平區）、澎湖縣［白沙鄉（後寮村）］ |

## 語音
臺灣話與其他漢語族語言同為聲調語言，聲調在語句中有辨義作用，亦有不少繁複的變調規則。臺灣話繼承閩南語文（文讀）、白（白話）異讀的音韻體系，亦即同一漢字常有文白發音不同的情形。白話音是日常生活語言的發音；文讀音則是閱讀漢語古文經典時的讀音。目前在生活詞彙使用上，文白交疊的情形所在多有，但不致造成溝通的困難。

閩南語不能與閩東語、客家語、粵語對談，與操官話者更全然無法理解，清代常以筆談溝通。例如，在康熙年至雍正年間擔任巡視臺灣監察御史一職的順天府大興縣（今屬北京市）人黃叔璥，在其所撰之《臺海使槎錄》一書的記載臺灣道習俗的章節中表示：
郡中鴃舌鳥語，全不可曉。如劉呼澇、陳呼澹、莊呼曾、張呼丟。余與吳侍御兩姓，吳呼作襖，黃則無音，厄影切，更為難省。
其中，黃氏以官話擬音，亦有反切「無音」（「黃」，白話音讀）。

### 子音
臺灣話的子音（聲母）包括以下語音，下排以中華民國教育部官方的兩套標準「臺羅拼音」（Tâi-Lô）與「臺語方音符號」等拼寫系統爲例：
|        |        | 雙唇音        | 雙唇音      | 齒齦音         | 齒齦音              | 齦顎音          | 齦顎音       | 軟顎音        | 軟顎音       | 聲門音           |
| 清音   | 濁音   | 清音          | 濁音        | 清音           | 濁音                | 清音            | 濁音         | 清音          |              |                  |
| ------ | ------ | ------------- | ----------- | -------------- | ------------------- | --------------- | ------------ | ------------- | ------------ | ---------------- |
| 鼻音   | 鼻音   |               | [m] m ㄇ 毛 |                | [n] n ㄋ 耐         |                 |              |               | [ŋ] ng ㄫ 雅 |                  |
| 塞音   | 不送氣 | [p] p ㄅ 邊   | [b] b ㆠ 文 | [t] t ㄉ 地    |                     |                 |              | [k] k ㄍ 求   | [g] g ㆣ 語  | [ʔ] （不標示）英 |
| 塞音   | 送氣   | [pʰ] ph ㄆ 波 |             | [tʰ] th ㄊ 他  |                     |                 |              | [kʰ] kh ㄎ 去 |              |                  |
| 塞擦音 | 不送氣 |               |             | [ʦ] ts ㄗ 曾   | [ʣ] j ㆡ 熱         | [ʨ] tsi ㄐ 貞   | [ʥ] ji ㆢ 入 |               |              |                  |
| 塞擦音 | 送氣   |               |             | [ʦʰ] tsh ㄘ 出 |                     | [ʨʰ] tshi ㄑ 手 |              |               |              |                  |
| 擦音   | 擦音   |               |             | [s] s ㄙ 衫    |                     | [ɕ] si ㄒ 時    |              |               |              | [h] h ㄏ 喜      |
| 流音   | 流音   |               |             |                | [l]~[ɾ]~[d] l ㄌ 柳 |                 |              |               |              |                  |

上表中以語音作區別，實際上若以音位來區別，[m], [n], [ŋ], [ʨ], [ʨʰ], [ɕ], [ʥ]都只是[b], [l], [g], [ʦ], [ʦʰ], [s], [ʣ]的同位異音（條件變異），不是實際上的音位。[m], [n], [ŋ]為[b], [l], [g]後接鼻化韻母時的音變，[ʨ], [ʨʰ], [ɕ], [ʥ]為[ʦ], [ʦʰ], [s], [ʣ]後接[i]介音時的音變。
入、熱兩聲母在泉腔中發為[ʥ]、[ʣ]，在漳腔中發為[ʑ]、[z]。但在年輕一代，泉腔已多改發為[l]；而漳腔則在部分福佬客聚集地區將[ʑ]（ㆢ）改發為[g]，但[z]（ㆡ）則保持原音。台南關廟、歸仁，高雄茄萣一帶，會把[ʦʰ]讀成[s]，然而當地的青年層已逐漸失去此特色。
濁塞音/b/, /d/, /g/來自古時同位鼻音/m/, /n/, /ŋ/去鼻塞音化而分化出來，因而/b/, /d/, /g/只能接非鼻音韻母，其中/d/後跟來母/l/合流為同音位。在1800年出版的閩南語音韻書籍《彙音妙悟》即視去鼻、鼻音這兩組為同音位，使用同字母，現今中國大陸的閩南方言拼音方案仍是將兩組以同符號標示，以後接是否鼻音韻母來區別發音。這組濁塞音阻塞接近其同位鼻音，阻塞感有時不明顯，有時可能有些許前鼻音，此時嚴式的國際音標可寫成[mb], [ŋg], [nl]，有時則毫無前鼻音，是純濁音。有學者認為/b/聲母有[b]、[bβ]、[β]變體，/g/聲母則有[g]、[ɡɣ]、[ɣ]變體。受到華語的影響，青年層/b/、/m/不分的情形愈發普遍，而/ŋ/、/g/則常常在語流中被省略。
台羅拼音中/l/聲母的發音有很多說法，有學者認為是濁齒齦塞音（d）；或阻塞感極接近濁齒齦塞音（d）的齒齦邊音（l）；或老派發齒齦塞音（d），新派發齒齦邊音（l）；或音韻地位是d，實際在前、高元音也唸濁齒齦塞音（d），只有在低、後元音之前唸成齒齦邊音（l）；或是齒齦閃音（ɾ）；或濁齒齦塞音（d）、濁齒齦邊音（l）跟齒齦閃音（ɾ）都是/l/聲母不同情況下的變體。

### 母音
臺灣話在絕大多數的地區使用6個母音，一些地區使用5個，僅有部分泉州腔較濃厚的地區保留泉州特有元音，以下以括號表示非優勢腔使用的母音。臺灣無純漳腔或純泉腔，均有混合，因此並非偏泉腔就一定沒有漳腔音，也非偏漳腔就一定沒有泉腔音。
|          | 前元音         | 前元音        | 央元音         | 後元音       | 後元音        |
| 基本     | 鼻化           | 基本          | 基本           | 鼻化         |               |
| -------- | -------------- | ------------- | -------------- | ------------ | ------------- |
| 閉元音   | [i] i ㄧ 衣    | [ĩ] inn ㆪ 圓 | ([ɨ]) ir ㆨ 魚 | [u] u ㄨ 污  | [ũ] unn ㆫ 張 |
| 半閉元音 | [e] e ㆤ 禮    | [ẽ] enn ㆥ 生 |                | [o] o ㄛ 歌  |               |
| 中元音   |                |               | ([ə]) er ㄜ 火 |              |               |
| 半開元音 | ([ɛ]) ee ㄝ 家 |               |                | [ɔ] oo ㆦ 烏 | [ɔ̃] onn ㆧ 惡 |
| 開元音   | [a] a ㄚ 查    | [ã] ann ㆩ 衫 |                |              |               |

歌韻是個相當不穩定的音類，在臺灣話中原本只有[o]（ㄛ）的讀法；但在二十世紀後以台南為中心開始逐漸變為[ə]，後逐漸擴展到整個中南部（新竹以南）。而北台灣除了/o/繼續發為[o]外，亦有學者認為部分腔調[o]已經併入[ɔ]。中華民國教育部的臺羅拼音以高雄音為第一優勢腔，歌韻採用了[ə]的說法。但要明確區分南北腔調時，歌韻[ə]會被標為，把留給北部腔。
央母音 [ɨ]（魚韻）和[ə]（火韻）僅存在泉腔（安溪、南安腔）較濃厚的地區。此兩音在臺灣已大量流失，在老年人有此兩音的地區，其兒童發這類字用此兩音的比率已是老年人的四分之一以下。
[ɛ]（家韻）僅存在漳腔較濃厚的地區，然今已殘存不多，僅彰化永靖一帶老一輩有存留。臺羅的/ing/，當地老輩讀作[ɛŋ]。「家」在優勢腔文讀音[ka]，白讀音[ke]，在該地文白均讀為[kɛ]。
臺羅的/ing/、/ik/，偏漳腔的[ɪ]有明顯複元音化為[ɪe]或[ɪə]的傾向，[ə]或[e]是過渡音。現今主流臺灣話也常出現 [ɪəŋ]、[ɪək̚]。
臺羅的/ian/、/iat/，音讀[iɛn]、[iɛt̚]，在口語中有一部份人將介音i省略而讀為[en]與[et̚]，但此音節的簡化形式並未全面普及，還有許多人保留介音i。
泉腔無[ẽ]（/enn/）的音，發為[ĩ]（/inn/）。部分漳腔（主要是台南腔）無[ũ]（/unn/）的音，發為[ɔ̃]（/onn/），分布於臺南附近。

### 聲調
傳統聲調名稱，分平、上、去、入四聲，四聲又各分陰、陽，共八個聲調，清音為陰調，濁音為陽調。今閩南語泉州話（不包括同安話）、臺灣話偏泉鹿港腔完整地保留了傳統的八聲；而臺灣話普通腔與偏漳腔、漳州話、同安話、廈門話只保留七個聲調，將陽上聲混入陰上聲或陽去聲（傳統聲韻學的說法是「濁上歸去」，而剩餘上聲已不分陰、陽），因此基本上臺灣只有七個聲調。以下調值和調性描述以高雄腔和臺北腔為準。為了列出保留陽上音的調值，另列鹿港腔，鹿港腔本調中雖然只有六種調值，但因為其中兩調變調後會各產生兩種不同的調值，所以仍視為有八個聲調。。對於這七個聲調，可使用口訣「衫短褲闊，人矮鼻直」來幫助記憶。
| 順序     | 順序     | 調名 | 調性描述               | 調值   | 調值   | 調值   | 拼音   | 拼音                 | 方音符號 | 範例            |
| 平 上 先 | 陰 陽 先 | 調名 | 調性描述               | 高雄腔 | 臺北腔 | 鹿港腔 | 白話字 | 臺羅正式版（方便版） | 方音符號 | 範例            |
| -------- | -------- | ---- | ---------------------- | ------ | ------ | ------ | ------ | -------------------- | -------- | --------------- |
| 0        | 無       | 輕聲 | 語調較輕               | 視情況 | 視情況 | 視情況 | --     | --                   | 不使用   | 後日 （āu--ji̍t）       |
| 1        | 1        | 陰平 | 語調上揚聲高，屬高平音 | 55     | 44     | 33     | a      | a（a1）              | 不標     | 番 （）         |
| 2        | 3        | 陰上 | 語調重短氣下，屬高降音 | 51     | 53     | 55/53  | á      | á（a2）              | ˋ        | 反 （）         |
| 3        | 5        | 陰去 | 語調低下氣收，屬下突音 | 31     | 21     | 31     | à      | à（a3）              | ˪        | 販 （）         |
| 4        | 7        | 陰入 | 語調平出氣穩，屬低促音 | 3ʔ     | 2ʔ     | 5ʔ     | ah     | ah（ah4）            | -ㆷ      | 法 （）         |
| 5        | 2        | 陽平 | 語調低粘回升，屬迴旋音 | 24     | 24     | 24     | â      | â（a5）              | ˊ        | 煩 （）         |
| 6        | 4        | 陽上 | 語調低平/中平          | 無     | 無     | 22/33  | ǎ      | ǎ（a6）              | 不使用   | 犯 （鹿港腔，） |
| 7        | 6        | 陽去 | 語調中轉基平，屬基調音 | 33     | 33     | 31     | ā      | ā（a7）              | ˫        | 患 （）         |
| 8        | 8        | 陽入 | 語調促短急切，屬高促音 | 5ʔ/53  | 4ʔ/32  | 35ʔ    | a̍h     | a̍h（ah8）            | -ㆷ·     | 罰（）          |
| 9        | 無       | 高聲 | 語調由中升高           | 35     | 35     | 35     | 不使用 | a̋（a9）              | 不使用   | 昨昏 （tsa̋ng）       |

|    | 平               | 上                | 去               | 入               |
| -- | ---------------- | ----------------- | ---------------- | ---------------- |
| 陰 | ①君kun [kun˦]ⓘ   | ②⑥滾 kún [kun˥˩]ⓘ | ③棍 kùn [kun˧˩]ⓘ | ④骨 kut [kut˧˨]ⓘ |
| 陽 | ⑤群 kûn [kun˨˦]ⓘ | ②⑥滾 kún [kun˥˩]ⓘ | ⑦郡 kūn [kun˧]ⓘ  | ⑧滑 ku̍t [kut˦]ⓘ  |

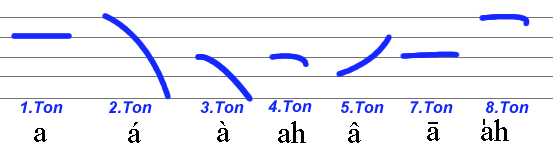
臺灣話8聲調表示圖解：在臺灣於大部分地區第6聲調與第2聲調類同，只在部分地區如鹿港等地仍保有原第6聲調

臺羅拼音或白話字的五個主要常用聲調，由左而右分別為2、3、5、7、8。至於1、4兩聲調則不須標號

- 入聲韻尾有[p̚]、[t̚]、[k̚]、[ʔ]四種，拼音寫作-p, -t, -k, -h，方音符號寫作ㆴ、ㆵ、ㆶ、ㆷ。分別為-m, -n, -ng, 無韻尾的對應入聲。例如kap為kam的入聲，而非ka有kap, kat, kak, kah四種入聲（ka僅有kah一種入聲）。
- 輕聲用兩個連字號表示，連字號後面的字輕讀，連字號前的字重讀且不變調。例如表示後天的「後日」（āu--ji̍t）。
- 第八調在台灣各地有許多不同的變體，中北部混同於陰入的中短調變體被認為是最具競爭力的變體，在台中、台南、台北、台東、彰化、花蓮、宜蘭、高雄的調查中皆有發現此變體[93]。
- 台灣各地的陽入喉塞尾存在程度不一的舒化（意即失去h韻尾），北部舒化後同讀第七調，南部則讀53（近似台北腔第二調）。
- 台灣部分地區的陽入喉塞尾本調有併入第四調的趨勢（調值32）。
- 第九聲出現於日語詞、合音及三連音首字和部分語句。
  - 由於拼音標本調，所以三連音通常仍標本調、例如「紅紅紅」（âng-âng-âng）。首字變調發第九聲、次字變調發第七聲、末字發本調第五聲（a̋ng-āng-âng）。
  - 因此第九聲的標記通常用於合音或日語詞，如昨昏（tsa-hng）合音為（tsa̋ng）[94]，日語詞則如引擎（エンジン）[95]。
- 臺灣話部分字沒有固定聲調，像是語助詞、感嘆詞、語法詞等，在臺羅會標為-h 入聲尾，並標為輕聲。例如「啊」標為 。[96]

### 連讀變調

連讀變調示意圖

臺灣話繼承閩南語絕大多數特色，包括普遍出現的連讀變調。一般連讀變調遵循規律性，但也有一些特殊現象，偏泉腔的新一代使用者，其發音雖然仍保留偏泉音，但下表中的變調已慢慢不用，都變得與偏漳腔無異。而下表中的鹿港腔為老鹿港腔，新一代的鹿港腔變調也逐漸向優勢腔變調方式靠攏。
| 原調   | 陰平 | 陰上 | 陰去 | 陰入  | 陰入 | 陽平 | 陽上   | 陽去 | 陽入  | 陽入 |
| 腔口   | 陰平 | 陰上 | 陰去 | ptk尾 | h尾  | 陽平 | 陽上   | 陽去 | ptk尾 | h尾  |
| ------ | ---- | ---- | ---- | ----- | ---- | ---- | ------ | ---- | ----- | ---- |
| 偏漳腔 | 33   | 55   | 51   | 5ʔ    | 51   | 33   | 無此調 | 31   | 3ʔ    | 31   |
| 偏泉腔 | 33   | 24   | 51   | 5ʔ    | 51   | 31   | 無此調 | 31   | 3ʔ    | 31   |
| 鹿港腔 | 33   | 35   | 55   | 5ʔ    | 55   | 11   | 11     | 11   | 1ʔ    | 11   |

## 句法
台語很重要的特色是用本調變調間的轉調差異在解析句子。為了正確無誤看出台語羅馬字的句子結構，需形成一套真正具備台語完整語音元素的文字系統，因而在此處的本調示意除了沿用原有句尾的標點符號外，同時在分詞尾下方位置引入了新增加的標點符號來表示該音是否轉調，即本調音位置的下方也有能指示本調音的標點符號。以臺灣台語羅馬字拼音說明，本文是以台語優勢腔舉例，
（用精簡的本調標點記號）
Tsẹ kám m̄ sī ing-hue-tshiụ̄ hōo guá ê sìn-bu̍t--leh?
Guá kah i iok-sok, tán kuânn--lâng ê sị̂ beh koh lâi khuànn--i, 
lâi khuànn i piàn-tsọng liáu-āu, âng-iạ̄m ê hue-luị́ khui kah muá tshiū-thâu.
（用明顯的本調雙實線記號）
Tse͇ kám m̄ sī ing-hue-tshiū͇ hōo guá ê sìn-bu̍t--leh?
Guá kah i iok-sok, tán kuânn--lâng ê sî͇ beh koh lâi khuànn--i, 
lâi khuànn i piàn-tso͇ng liáu-āu, âng-iā͇m ê hue-luí͇ khui kah muá tshiū-thâu.

（這敢毋是櫻花樹予我的信物咧？
我佮伊約束，等寒人的時欲閣來看伊，
來看伊變裝了後，紅豔的花蕊開甲滿樹頭。）

這些本調音「Tse、tshiū、bu̍t、sok、kuânn、sî、khuànn、tsong、āu、iām、luí、thâu」將句子細分出子單位，本調音很常見的是在名詞尾，在口語發音轉調正確或有本調音位置標記符號的文字下，能讓一般人比較沒疑惑地聽出或者看懂台語句子的主詞、受詞、補語、副詞片語、分詞、子句等句子組成單位。相反的，說話者變調錯誤或者文字拼音沒有用本調標點符號，都可能使聽者或讀者對句子出現短暫的理解障礙。

## 書寫系統

臺語書寫範例。由上而下為： 臺羅拼音、臺語漢字、臺語方音符號（以小點標注本調符號）

臺灣話有數種相異表記系統，大致可分為漢字、羅馬拼音、自創文字等。其中教育部已針對漢字、羅馬拼音制訂標準：
- 漢字
  - 台語漢字
  - 臺灣閩南語推薦用字（官方標準）
- 羅馬拼音
  - 臺灣閩南語羅馬字拼音方案（官方標準）
  - 白話字
- 其他
  - 台語方音符號
  - 台灣語假名

## 外來語
臺灣為多族群、多語言社會，並歷經過多次統治者官話轉換。中華民國教育部臺灣閩南語常用辭典附錄所收之外來詞有172個。以下依影響深淺作為排列依據。

### 受日語的影響
有些用語非臺灣話對於該名詞之定式用語，屬於使用日語名詞之讀音作該名詞的替代。有些是外語經日本轉意之後再轉譯至臺灣的單字或詞，依使用者背景或環境因素而會有所不同，有的已較少人用。有部分詞彙至今仍只有日語借詞，例如「瓦斯」的臺語「gasu」；而有些詞彙仍絕大多數仍使用日語借音，例如「招牌」的臺語「kha̋ng-páng」。
若是一些特殊的日本名詞（如日本地名），於現代的臺語大多會直接使用日語。
| 日語         | 羅馬字拼寫 | 詞義                                                          |
| ------------ | ---------- | ------------------------------------------------------------- |
|              | aisatsu    | 招呼                                                          |
|              | hisashi    | 遮陽板                                                        |
|              | kyūkē      | 休息                                                          |
|              | kaban      | 皮包、書包                                                    |
|              | kimochi    | 心情                                                          |
|              | mēshi      | 名片                                                          |
|              | omiyage    | 伴手禮                                                        |
|              | sayonara   | 再見                                                          |
|              | sushi      | 壽司                                                          |
|              | nori       | 海苔                                                          |
|              | miso       | 味噌                                                          |
|              | agetōhu    | 阿給 （取「揚げ」二字）                                       |
| （關西方言） | oden       | 黑輪                                                          |
|              | wasabi     | 山葵 （俗多稱「芥末」）                                       |
|              | sashimi    | 生魚片                                                        |
|              | toro       | 鮪魚肚                                                        |
|              | tako       | 章魚                                                          |
|              | ojisan     | 非親屬男性長輩敬稱 （日語中是對與父母同輩男子的敬稱）         |
|              | obasan     | 非親屬女性長輩敬稱 （日語中是對與父母同輩女子的敬稱）         |
|              | hinoki     | 檜木                                                          |
|              | manga      | 漫畫                                                          |
|              | kata       | 肩 （用來修改衣服用）                                         |
|              | ringo      | 蘋果                                                          |
|              | assari     | 阿莎力 （日語是指清爽，在台語形容做事很乾脆、做事不拖泥帶水） |
|              | shiage     | 對……最後加工、潤飾                                            |
|              | yobi       | 預備 （俗亦發音作 yubi）                                      |

| 日語    | 日語羅馬字 | 台語發音 （台羅拼音） | 國語詞義 |
| ------- | ---------- | --------------------- | -------- |
|         | kanban     | kha̋ng-páng            | 招牌     |
| [ 102 ] | ninjin     | li̋n-jín/lín/tsín      | 胡蘿蔔   |

| 日語                             | 日語羅馬字 | 台語發音 （漢字、台羅拼音） | 國語詞義     |
| -------------------------------- | ---------- | --------------------------- | ------------ |
|                                  | bentō      | 便當 piān-tong              | 便當（餐盒） |
|                                  | kihu       | 寄付 kià/kì-hù/hū           | 捐獻         |
|                                  | benjo      | 便所 piān-sóo               | 廁所         |
|                                  | byōin      | 病院 pēnn/pīnn-īnn          | 醫院         |
| （日本知名調味料廠牌「味之素」） | ajinomoto  | 味素 bī-sòo                 | 味精         |

| 日語 | 日語羅馬字 | 原文                                                  | 國語詞義                                  |
| ---- | ---------- | ----------------------------------------------------- | ----------------------------------------- |
|      | ōtobai     | 英語：auto-bike                                       | 機車、摩托車                              |
|      | torakku    | 英語：truck                                           | 卡車                                      |
|      | bambaa     | 英語：bumper                                          | 保險桿                                    |
|      | sakku      | 英語：sack （本義為袋子，日語延伸其含義）             | 保險套                                    |
|      | konkurīto  | 英語：concrete                                        | 混凝土 （另有一種台式本地說法「紅毛土」） |
|      | bakku      | 英語：back                                            | 倒車、後退                                |
|      | sābisu     | 英語：service                                         | 優待、招待                                |
|      | hōsu       | 英語：hose                                            | 水管                                      |
|      | doraibaa   | 英語：driver                                          | 螺絲起子                                  |
|      | Phenchi    | 英語：pincer                                          | 老虎鉗                                    |
|      | burajā     | 法語：brassière 英語：brassiere                       | 胸罩                                      |
|      | arubaito   | 德語：Arbeit                                          | 打工                                      |
|      | gasu       | 荷蘭語：gas                                           | 瓦斯                                      |
|      | mensu      | 英語：menses                                          | 月經 （另有一種台式本地說法「月事」）     |
|      | sandoicchi | 英語：sandwich                                        | 三明治                                    |
|      | kurīmu     | 英語：cream                                           | 鮮奶油                                    |
|      | batā       | 英語：butter                                          | 奶油                                      |
|      | tomato     | 英語：tomato                                          | 番茄 （另有一種台式本地說法「柑仔蜜」）   |
|      | kechappu   | 英語：ketchup （實為閩南語「橘汁 kiat-chiap」之譯音） | 番茄醬                                    |
|      | pan        | 葡萄牙語：pão                                         | 麵包                                      |
|      | tenpura    | 葡萄牙語 tempero 或 西班牙語 témporas 等可能外來語源  | 天婦羅、甜不辣                            |

### 受客家話或潮州話影響
| 客家話/潮州話         | 台語發音 （漢字、台羅拼音） | 國語詞義 |
| --------------------- | --------------------------- | -------- |
| 一个（潮州話）        | tsi̍t-kâi                    | 一個     |
| 檐龍（潮州話）        | 檐龍 tsînn-lîng             | 壁虎     |
| Hô-ló（人）（客家話） | 福佬（人）Hô-ló(-lâng)      | 閩南人   |

### 受平埔族原住民語影響
主要源自臺灣原住民語言的臺灣地名，如「艋舺」這詞即來自於北臺灣原住民巴賽語的「Vanka / Banka」。
| 原住民族語 | 台語發音 （漢字、台羅拼音） | 國語詞義     |
| --- | --------------------------- | ------------ |
| assey （南部平埔語） （不明白、不知）                                                                                              | 阿西 a-se                   | 茫然不知實情 |
| 原文不明，只保留下「妻子」的意思，使用臺灣話發音。不過亦有學者如翁佳音則認為「牽手」起源於臺灣原住民語或南島語之可能性「非常低」。 | 牽手                        | 妻子         |
| patay （平埔語/噶瑪蘭語） （死亡、不知變通）                                                                                       | 帕代 patay                  | 精神有問題   |

### 受現代標準漢語影響

#### 文法和用詞的改變
- 疑問句官話化（「嗎」、「吧」的使用）
臺灣話中本無這樣的後綴於疑問句之用法，而是以「敢 kám」、「乎 honnh」等詞作為疑問句前綴及後綴，但因受官話影響，已有將其代換的趨勢。如：「伊『敢』是你小弟？」變為「伊是你小弟『嗎』？」、「是按呢『乎』（honnh）？」變為「是按呢『吧』！」。
- 以官話詞彙直接取代原有之臺灣話詞彙
如：「歪膏（兼）揤斜 uai-ko(-kiam)-tshi̍h-tshua̍h」（中南部使用較多）、「無七無八」已鮮為使用，而大部分以官話同義之「亂七八糟」取代。
- 疊字形容詞消失
臺灣話中的疊字形容詞（如「躼躼長 lò-lò-tn̂g」）不見於官話中，故此種用法已逐漸失傳。臺灣話中的疊字形容詞對所形容之名詞有微調作用，因此用來極為鮮活。尤其用以形容顏色時（如：紅記記 âng-kì-kì、黃錦錦 n̂g-gìm-gìm 等），可造出無法以官話形容之微細分別。如：同樣是黑色，「烏趖趖 oo-sô-sô」為較一般性之形容，如「彼項物件烏趖趖」（那個東西很黑）；而「烏汁汁 oo-tsiap-tsiap」用於形容髒污而不均勻之黑，如「你的手烏汁汁」；而「烏嘛嘛 oo-mah-mah」可用於較抽象之黑，如形容天色的黑。
以上三種黑並無確切之分野，臺灣話人口多能心領神會而不至於錯用。但由於官話之強勢，這種微妙之形容詞迅速消失，若偶然見用，聽者亦難以領會其間之分別。（其實疊字形容詞應為漢語各語支的共同點，在官話（北方漢語）中也屢見不鮮，如用以形容顏色時的「紅通通」、「黃澄澄」等；而「烏汁汁」對應「黑擵擵」（hēimāmā）用於形容髒污而不均勻之黑，如「你的手黑擵擵。」；而「烏嘛嘛」對應「黑摸摸」（hēimōmō），可用於較抽象之黑，如天色。）
- 詞彙定型化
例如顏色方面，因臺灣話不太分「藍」、「綠」，皆稱「青 tshenn/tshinn」，例如「青草」、「青山」為綠色；而有時以「青」稱藍色，如「青天」、「海青色」。但今日年輕的臺灣人的臺灣話，受到官話分清藍、綠的影響，多有以「藍 nâ」專指官語的「藍色」，例如：直接以臺灣話稱「藍天」，而不稱呼「青天」；而以「青」稱綠色之傾向。

#### 官話字彙
臺灣話發音
持續引進的新事物之名稱，如：
| 國語     | 台語發音 （台羅拼音）                              |
| -------- | -------------------------------------------------- |
| 電視     | tiān-sī                                            |
| 收音機   | siu-im-ki （亦用日文發音 la-jih-oo，ラジオ rajio） |
| 電腦     | tiān-náu                                           |
| 國小     | kok-sió                                            |
| 國中     | kok-tiong                                          |
| 母語     | bú/bó-gí/gú/gír                                    |
| 國語     | kok-gí/gú/gír                                      |
| 高速公路 | ko-sok kong-lōo                                    |
| 高鐵     | ko-thih                                            |
| 原住民   | guân-tsū-bîn                                       |

而如「整個」，臺灣話原本使用同義辭「規个」（kui-ê），但現今也有使用「整個」直接改唸臺灣話發音（tsíng-kò/kô）使用於口語中。
以國語發音
穿插於臺灣話句子中，如：謝謝（台語混雜時常發成：seh-seh）、遙控器、大家樂、麥當勞、漢堡、鍋貼、硬碟、螢幕等詞彙；或一句官話、一句臺語，甚至一句話內有官話、臺語夾雜混用，即俗稱的「雞母屎半烏白」，愈年輕的臺灣人因對臺灣話生疏而愈明顯有此現象。

## 文學
清治時期的1885年，由牧師湯瑪斯·巴克禮所創辦的臺灣府城教會報，開闢了臺灣人使用白話字（教會羅馬字）創作的園地。許多白話文學作家如偕叡廉、柯設偕、林茂生、鄭溪泮、賴仁聲、蔡培火等人如雨後春筍般出現。
日治時期的臺灣話文論戰後，賴和、郭秋生等人開始以漢字從事「臺灣話」創作。戰後，中華民國政府接受盟軍的委託接收並管理臺灣。兩年後，二二八事件爆發，事後宣布全臺戒嚴。戒嚴時期，臺語文學受到打壓，不過仍然有一群作家以臺語創作，例如：林宗源、向陽、宋澤萊、林央敏、黃勁連、陳明仁、胡民祥、陳雷等。1987年臺灣解嚴後，臺語文學作品開始如雨後春筍般大量出現，文類也由初期的詩開始往小說、散文、戲劇等各方面開拓，例如李勤岸、莊柏林、路寒袖、楊允言、蔣為文、藍淑貞、方耀乾、周定邦、張春凰、陳金順、清文等。
談到臺語小說，最特別的就是「華臺相雜」「臺華相雜」的創作模式（類似年輕人說話華臺語夾雜），作者描述的文字，以國語或臺語為行文主體，或輕重不一，如蕭麗紅所著的《白水湖春夢》，其對話幾乎皆為臺語（以自創漢字書寫）。蔣為文認為，這是一種類似語文學習過程當中的中介語現象，因作者缺乏臺語文學主觀意識及臺語文書寫的客觀技術，故嚴格來說還不算是臺語文學。

## 音樂

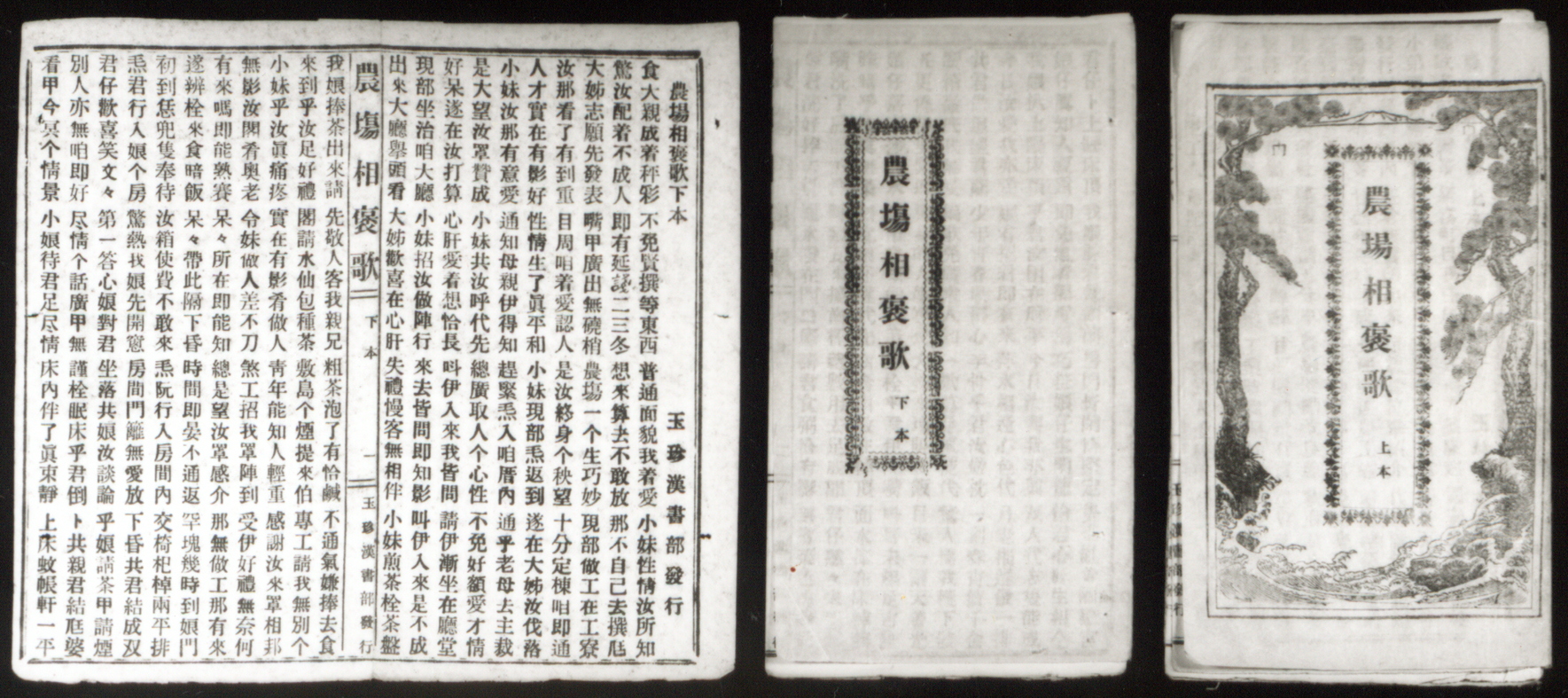
日治時期的歌仔冊《農場相褒歌》

## 電影
在第二次世界大戰結束以後的臺灣社會中，於1945年至1949年間，在臺灣省電影攝製場所拍攝的少量新聞片之外，並未有電影公司去攝製劇情片，而僅有數家來自於上海的電影公司前來拍攝外景。第一部閩南語電影，是上映於1955年由漳州薌縣來臺的都馬班歌仔戲劇團演出的《六才子西廂記》(因使用16釐米膠卷，票房不佳)。同年，第一部臺灣人開拍的閩南語電影，即是《薛平貴與王寶釵》(35釐米膠卷)。

## 傳播媒體

### 電視頻道
- 公視台語台
- 台視新聞台
- 民視無線台
- 民視新聞台
- 三立台灣台

### 廣播
- 寶島新聲廣播電台

## 參閱
- 臺灣語言列表
- 台灣語言保護
- 國語政策
- 臺、華語同形異義詞
- 台語現代文
- 白話字
- 香蕉白話
- 臺灣省籍情結
- 閩南裔臺灣人
- 臺灣話的名稱
- 福佬沙文主義

## 外部連結
- 中華民國教育部臺灣台語常用詞辭典